# جونگ این-سان
جونگ این-سان (به کره‌ای: 정인순،  زادهٔ ۲۷ ژوئن ۱۹۹۵) یک کشتی‌گیر آزادکار اهل کشور کره شمالی است.
از افتخارات وی می‌توان به کسب مدال نقره بازی‌های آسیایی ۲۰۲۲ اشاره کرد.